# Else Scheuer-Insel
Else Scheuer-Insel (1894-1967) est une militante pacifiste et féministe germano-israélienne de la première moitié du XXe siècle.

## Biographie
Else Insel naît à Metz le 1er août 1894 pendant la première annexion. Après 1918, elle s'installe en Rhénanie. En 1926, elle devient critique théâtrale au Volkswacht, un journal social-démocrate de Trèves. En tant que membre dirigeant de la section locale de Trèves de la Ligue internationale des femmes pour la paix et la liberté, Else Scheuer-Insel participe dans les années 1920 à toutes les grandes réunions nationales et internationales de cette organisation. Elle participe activement, jusqu'en 1933, aux conférences thématiques dédiées aux femmes du SPD. 
Après l'arrivée au pouvoir des nazis en 1933, Else Scheuer-Insel choisit de s'exiler, avec son mari Arnold Scheuer, d'abord au Luxembourg, puis en Palestine. Dès 1944, en Israël, Else Scheuer-Insel poursuit son engagement politique à travers le journalisme. 
Else Scheuer-Insel décèdera à Ramat Gan, en Israël, le 15 mars 1967.

## Sources
- Stattführer Trier im Nationalsozialismus, 3. Auflage, Trèves, 2005.
- Eberhard Klopp: Geschichte der Trierer Arbeiterbewegung: ein deutsches Beispiel, t. 3: Kurzbiographien 1836-1933, Trèves, 1979.